# Richard Stevens
Richard James Stevens (nacido en 1955 en Plymouth, Devon, Reino Unido) es un profesor de Islas Malvinas de origen británico y político que sirvió como miembro de la Asamblea Legislativa para el distrito de Camp desde 2005 hasta 2009. Stevens fue elegido como miembro del Consejo Legislativo, que era la antigua denominación de la Asamblea Legislativa hasta la aplicación de la Constitución de 2009.
Stevens nació en Devon y creció en Kent antes de trasladarse a las Islas Malvinas en 1977 para trabajar como profesor. En 1984 se casó con Toni con quien compró una finca en San Carlos al oeste de la isla Soledad.
Fue elegido por primera vez al Consejo Legislativo en 1993, pero perdió su asiento cuatro años después. Stevens regresó al Consejo Legislativo en las elecciones generales de 2005, pero volvió a perder su escaño en las elecciones generales de 2009.